# Gonatocerus lissonotus
Gonatocerus lissonotus är en stekelart som beskrevs av Huber 1988. Gonatocerus lissonotus ingår i släktet Gonatocerus och familjen dvärgsteklar. Inga underarter finns listade i Catalogue of Life.